# Sochinsogonia intersita
Sochinsogonia intersita är en insektsart som beskrevs av Young 1986. Sochinsogonia intersita ingår i släktet Sochinsogonia och familjen dvärgstritar. Inga underarter finns listade i Catalogue of Life.